# 村上祐子 (テレビ朝日)
村上 祐子（むらかみ ゆうこ、1978年11月16日 - ）は、テレビ朝日の政治部記者で、元アナウンサー。
前夫は元テレビ朝日法務部長の弁護士で、元アナウンサーの西脇亨輔。

## 来歴
福岡県福岡市生まれ。大阪府育ち。現在も実家は大阪にある。
日本女子大学附属中学校・高等学校、日本女子大学文学部卒業。
2001年にテレビ朝日入社。アナウンサーとして15年間活動した後、2015年7月よりアナウンス部から報道局政治部へ異動となった。

## 人物
- 日本女子大学附属高等学校から日本女子大学卒業までの7年間を寄宿寮で生活したため、エッセーには、寮生時代の思い出を綴ることがある。
- 2006年1月31日、写真週刊誌『フラッシュ』（2006年2月14日号）が『やじうまプラス』で共演していた西脇亨輔との職場恋愛をスクープ報道した。同誌は村上が浅草の西脇宅へ出入りしている写真を掲載。同年4月29日、西脇と結婚。同年11月11日、ホームウエディング形式で挙式。
- 豆類が好きで、中でもひよこ豆が一番の好物。
- 『日刊ゲンダイ』（土曜版）に3週に一度エッセーを掲載していた。
- 妹はモデルであり、日刊ゲンダイのエッセーにしばしば登場。そのエッセーには、妹は最近まで足元がスニーカーばかりの装いで化粧もせず、ガンダム好きでガンダムのプラモデル作りが趣味の自称南海キャンディーズの山里亮太似で、得意料理はモツ鍋などと記述。
- 『ミュージックステーション』のフロアディレクターで同期の山本カズヒトに、運動音痴ゆえの挙動不審な動きがいつも気になる人と同番組公式ブログ『Mステのブロらグ』に記述される。村上自身も『やじうまプラス』公式HP内コラム『今日だけ、よ』に「記述内容は自分の事」だと認める。
- 鉄道好きを公言しており、担当していた土日の『スーパーJチャンネル』でも鉄道関係の取材に出向いたことがある。プライベートでは引退直前の国鉄201系電車の撮影に参加している。
- 2019年4月23日、週刊ポストに30代のNHKの男性記者と不倫関係にあった事が報道された事を受け、テレビ朝日は司会を務める「朝まで生テレビ！」の出演を当面見合わせることを発表[3]。
- 2020年6月、西脇亨輔と離婚が成立。その後、前出のNHK記者と再婚。
- 2021年6月、第一子を出産[4]。

## 過去の出演番組
代表で務めた報道・情報・ワイドショー・討論番組
| 期間       | 期間       | 番組名                        | 役職                              | 備考                                                                                          |
| ---------- | ---------- | ----------------------------- | --------------------------------- | --------------------------------------------------------------------------------------------- |
| 2002年7月  | 2002年12月 | やじうまプラス                | 土曜版総合司会                    |                                                                                               |
| 2003年1月  | 2006年3月  | やじうまプラス                | 平日総合司会                      |                                                                                               |
| 2006年4月  | 2007年3月  | ちい散歩                      | 水～金曜日→木・金曜日スタジオMC   |                                                                                               |
| 2006年4月  | 2011年3月  | スーパーJチャンネル           | 週末メインキャスター              | 番組担当期間中の2010年8月30日から同年9月3日までは、上山千穂の代理で平日メインキャスターを担当 |
| 2007年4月  | 2010年9月  | やじうまプラス                | ニュースルーム担当                | 2010年3月まで水・木曜日担当、同年4月中は水曜日担当、同年5月から木曜日担当                     |
| 2007年4月  | 2010年9月  | やじうまプラス                | 『ANNニュース』担当キャスター     | 2010年3月まで水・木曜日担当、同年4月から木曜日担当                                            |
| 2007年4月  | 2011年3月  | スーパーモーニング            | ニュースルーム担当                | 2010年3月まで水・木曜日担当、同年4月中は水曜日担当、同年5月から木曜日担当                     |
| 2007年4月  | 2010年3月  | スーパーJチャンネル           | 『金曜特集』コーナー担当          |                                                                                               |
| 2010年4月  | 2015年6月  | 激論!クロスファイア（BS朝日） | 進行役                            | 政治部異動に伴い降板                                                                          |
| 2011年4月  | 2011年9月  | サンデー・フロントライン      | サブキャスター                    |                                                                                               |
| 2011年9月  | 2021年3月  | 朝まで生テレビ!               | 総合司会                          | 政治部異動後も引き続き出演                                                                    |
| 2012年5月  | 2015年8月  | ザ・スクープ スペシャル       | メインキャスター                  | 政治部異動に伴い降板                                                                          |
| 2013年11月 | 2015年6月  | GET SPORTS                    | 『ANN NEWS&SPORTS』担当キャスター | 産前産後休暇に入った萩野志保子の代役として担当、政治部異動に伴い降板                          |

イレギュラー番組・その他
- ANNニュース（平日午後のスポットニュース、不定期）
- ニュースの深層（テレ朝チャンネル2 ニュース・スポーツ、金曜担当）
- 題名のない音楽会21（2001年4月 - 2004年3月、2009年1月25日に久保田直子の代理出演
- N天トップ!（2001年10月 - 2002年3月）
- SHAKE THE MUSIC（BS朝日、2006年4月 - 2007年3月）
- 虎の門（2006年4月 - 2008年9月）
- はみだし刑事情熱系（2003年2月26日、2004年6月16日 鑑識係の相澤紀子役）
- 竹中平蔵・上田晋也のニッポンの作り方（BS朝日）
- News Access（BS朝日）
- テレビ朝日地上デジタル放送 オープニング／クロージング（ナレーション）

## 映画
- 劇場版 仮面ライダー響鬼と7人の戦鬼（特撮映画、2005年9月3日、村の娘役）

## 同期アナウンサー
- 河野明子（現在は退職。井端弘和夫人）
- 安西陽太（現在は政治部記者）